# Almantas Petkus
Almantas Petkus (* 5. Juni 1976 in Telšiai) ist ein litauischer Ingenieur, ehemaliger Politiker, Vizeminister der Umwelt.

## Leben
Nach dem Abitur 1994 an der Mittelschule Telšiai absolvierte er  2005 das Studium des Transportsingenieurwesens an der Vilniaus Gedimino technikos universitetas. Von 1995 bis 1996 arbeitete er bei UAB „Vėtrūna“, von 1996 bis 1999 als Mechaniker, von 2002 bis 2004 bei UAB „Transefektas“ als Direktor,  von 2007 bis 2008 Bürgermeister der Rajongemeinde Telšiai, von 2008 bis 2012 Mitglied im Seimas. Vom Dezember 2012 bis war er stellvertretender Umweltminister Litauens, Stellvertreter von Valentinas Mazuronis im Kabinett Butkevičius.